# 俄罗斯陆军第3军
俄罗斯陆军第3军（俄语：3-й армейский корпус），是俄罗斯联邦武装力量的一支军级单位，隶属于西部军区。于2022年春组建，大多由志愿营人员组成，同年8月末加入2022年俄罗斯入侵乌克兰行动。

## 命名
在俄罗斯军事术语中，“军”（армейский корпус，简称ак）由一个或数个师，旅的坦克，步兵，炮兵等主战单位，以及一到数个防空，通信，后勤，防化等支援和保障单位组成的诸兵种合成作战单位，但其规模相对集团军（俄语： общевойсковая армия简称армия，оа）要小，也小于西方国家的军，在北約聯合軍事符號中用XXX表示。
在2022年俄罗斯入侵乌克兰中，顿涅茨克人民军和卢甘斯克人民军分别被指定为第1军和第2军。该新建单位则被指定为第3军。

## 下属单位
- 第6摩托化步兵师（乌克兰方信源）[3]
  - 第10近卫坦克团（英方信源）[4]
  - 第54摩托化步兵团（俄方信源）[5]
  - 第55摩托化步兵团
  - 第57摩托化步兵团
  - 第27近卫炮兵团（乌克兰方信源）[3]
  - 第52防空团
- 第72独立摩托化步兵旅（俄、乌方信源）[6][7]
  - “巴什基尔”步兵营
  - “阿塔尔”步兵营
  - “阿尔加”步兵营
  - “乌拉尔”步兵营
- 第85摩托化步兵旅
- 第88摩托化步兵旅
- 第17近卫重炮旅[3]